# پائولین یتس
پائولین یتس (انگلیسی: Pauline Yates; ۱۶ ژوئن ۱۹۲۹ – ۲۱ ژانویهٔ ۲۰۱۵) هنرپیشه اهل بریتانیا بود.